# Szőke-víz-patak
A Szőke-víz-patak a Mátrában ered, Parád-Parádóhuta településrésztől délkeletre, Heves vármegyében, mintegy 710 méteres tengerszint feletti magasságban. A patak forrásától kezdve északi irányban halad, majd Parád és Parádóhuta közt éri el a Köves-patakot.  A patak igen nagy esésű.

## Part menti település
- Parád